# 百合子、ダスヴィダーニヤ
『百合子、ダスヴィダーニヤ』（ゆりこ、ダスヴィダーニヤ、ロシア語: Юрико, до свидания.）は、2011年製作の日本映画。
ロシア文学者・翻訳家の湯浅芳子と小説家中條百合子との恋愛を描いたノンフィクション映画。ダスヴィダーニヤ（До свидания）とは、ロシア語で「さようなら」の意味である。

## キャスト
- 湯浅芳子 - 菜葉菜
- 中條百合子 - 一十三十一
- 荒木茂 - 大杉漣
- 中條葭江 - 吉行和子
- 中條運 - 大方斐紗子
- 野上弥生子 - 洞口依子
- 北村セイ - 麻生花帆
- 中條精一郎 - 平野忠彦

## スタッフ
- 監督 - 浜野佐知
- 原作 - 沢部ひとみ『百合子、ダスヴィダーニヤ 湯浅芳子の青春』、宮本百合子『伸子』『二つの庭』
- 脚本 - 山崎邦紀
- 撮影 - 小山田勝治
- 美術 - 奥津徹夫
- 編集 - 金子尚樹
- 音楽 - 吉岡しげ美
- 照明 - 守利賢一
- 制作 - 森満康巳
- 助監督 - 酒井長生
- 製作・配給 - 旦々舎

## 上映
- 2011年（第6回）関西クィア映画祭[1]（9月17日、10月22日）
- 2011年（第7回）香川レインボー映画祭[2]（10月9日）